# Ultraleichtfluggelände Hoppensen

i7
i11
i13
Das Ultraleichtfluggelände Hoppensen liegt im Stadtteil Hoppensen der Stadt Dassel im Landkreis Northeim in Niedersachsen. Der Platzhalter und Betreiber ist der Flugplatz Hoppensen e. V.

## Lage
Das Ultraleichtfluggelände liegt etwa 700 m südwestlich von Hoppensen.

## Flugbetrieb
Das Ultraleichtfluggelände besitzt eine Betriebsgenehmigung für Luftsportgeräte. Es ist mit einer 325 m langen und 15 m breiten Start- und Landebahn aus Gras (Richtung 07/25) ausgestattet. Es dient dem Betrieb mit Ultraleichtflugzeugen des Platzhalters sowie Dritter mit vorheriger Genehmigung des Platzhalters (PPR).

## Geschichte
Das Ultraleichtfluggelände Hoppensen wurde am 6. Februar 2015 genehmigt.